# Yūki Bakuhatsu Bang Bravern
Yūki Bakuhatsu Bang Bravern (勇気爆発バーンブレイバーン Yūki Bakuhatsu Bān Bureibān?), también conocida como Bang Brave Bang Bravern en inglés, es una serie de televisión de anime japonesa original producida por Cygames y animada por CygamesPictures.

## Argumento
En este mundo, en la guerra se utilizan armas blindadas con forma humanoide conocidas como "Titatonostrider" ("TS" para abreviar). Tropas de varios países se reúnen en la isla de Oahu (Hawái), entre ellas Ao Isami, de las Fuerzas de Autodefensa Terrestre de Japón, y Lewis Smith, del cuerpo de marines de los Estados Unidos. Isami y Smith se cruzan durante la batalla, pero de repente un enemigo desconocido ataca a sus equipos, dispersa a los soldados y desorganiza sus fuerzas. Para salvar a sus amigos y sobrevivir en el campo de batalla, los dos deberán luchar con todo el coraje y el orgullo que puedan reunir.

## Personajes
Isami Ao (イサミ・アオ?)
 Seiyū: Ryōta Suzuki
Piloto de Titatonostrider (TS) perteneciente a las Autodefensas. Es tranquilo, antipático y no muestra muchas emociones. Aunque tiene un lado serio y serio, sus habilidades como piloto son de primer nivel. Es respetado no sólo por las Fuerzas de Autodefensa sino también por soldados de otros países.
Lewis Smith (ルイス・スミス Ruisu Sumisu?)
 Seiyū: Yōhei Azakami
Piloto de Titatonostrider (TS) en el ejército de EE. UU. Desde pequeño ha sentido una gran admiración por los héroes. Un humorista con una personalidad alegre que no rehúye nada. La apariencia de atravesar los ataques enemigos desde el frente es la de un verdadero tanque pesado. También es un otaku que sabe mucho sobre robots y obras de héroes.
Lulu (ルル Ruru?)
 Seiyū: Saya Aizawa
Hibiki Rio (ヒビキ・リオウ Hibiki Riō?)
 Seiyū: Yume Miyamoto
Piloto de Titatonostrider (TS) perteneciente a las Autodefensas. Está asignada a la misma unidad que Isami. Uno de los pocos amigos de Isami. Tiene el carácter de una hermana mayor cariñosa y siempre está preocupada por Isami. Es ampliamente conocida dentro de las Fuerzas de Autodefensa y tiene interacciones con Miyu del equipo de mantenimiento y Honoka, quien está a cargo del control del tráfico aéreo.
Miyu Katō (ミユ・カトウ?)
 Seiyū: Ai Kakuma
Miembro del pelotón de mantenimiento Titatonostrider (TS) del grupo blindado especial. Una supuesta jefa mecánica que está principalmente a cargo del mantenimiento del TS de Isami. Tiene un profundo amor por todo tipo de mechas, no solo por TS, y una vez que comienza a hablar de ello, es difícil hacerla callar.
Honoka Suzunagi (ホノカ・スズナギ?)
 Seiyū: Kaori Maeda
Una controladora interceptora Titatonostrider (TS) que pertenece a la Fuerza Aérea de Autodefensa. Durante las operaciones, controla principalmente las intercepciones de TS desde el cielo. Ella admira mucho al oficial Isami. Sin embargo, quizás sus sentimientos sean demasiado fuertes y a veces se salga de control.
Karen Aldrin (カレン・オルドレン Karen Orudoren?)
 Seiyū: Yukiyo Fujii
Controladora interceptora Titatonostrider (TS) en la Fuerza Aérea de EE. UU. Está principalmente a cargo de controlar a Smith, pero dependiendo de la situación, también puede controlar los ataques terrestres de las unidades aéreas. Es una mujer madura con mucha energía y es admirada por Honoka, quien también es controladora aérea.
Nina Kowalski (ニーナ・コワルスキー Nīna Kowarusukī?)
 Seiyū: Nanako Mori
Una médico militar en el ejército de los EE. UU. Es una persona competente que habla claro y hace su trabajo eficientemente. Durante las batallas, supervisa la escena como líder del equipo médico.
Hal King (ハル・キング Haru Kingu?)
 Seiyū: Kenta Miyake
Es miembro de la Marina de los EE. UU. y se desempeña como comandante del ejercicio Ad RIMPAC en el Océano Pacífico. Es estricto y decidido, y muchos de sus subordinados lo admiran.
Thomas J. Prahmman (トーマス・J・プラムマン Tōmasu J Puramuman?)
 Seiyū: Tomoyuki Shimura
Un veterano del ejército estadounidense. Tiene innumerables experiencias reales de combate y utiliza esa experiencia para entrenar nuevos reclutas y ayudar al mando. Es un hombre estricto que es como modelo para los soldados, y se dice que algunas personas todavía tiemblan al escuchar sus gritos.

## Producción y lanzamiento
Yūki Bakuhatsu Bang Bravern fue animada por CygamesPictures. Está dirigida por Masami Ōbari, con diseños mecánicos de MORUGA y Mizuki Sakura, composición de la serie de Keigo Koyanagi y diseños de personajes de Kouichi Motomura basados en los diseños de personajes originales de Kamokamen. Se estrenó el 11 de enero de 2024 en TBS y sus afiliados. El tema de apertura, "Ba-Bang to Suisan! Bang Bravern", es interpretado por Ken'ichi Suzumura, mientras que el tema de cierre, "Sōen no Shōzō", es interpretado por Ryōta Suzuki y Yōhei Azakami. Crunchyroll obtuvo la licencia de la serie fuera de Asia, bajo el nombre de "Brave Bang Bravern!". Aniplus Asia transmitió la serie en el Sudeste asiático.